# シュタウフェンベルク (ニーダーザクセン)
シュタウフェンベルク  (ドイツ語: Staufenberg, ドイツ語発音: [ˈʃta͜uf̩nbɛrk]) は、ドイツ連邦共和国ニーダーザクセン州南部のゲッティンゲン郡に属す町村（以下、本項では便宜上「町」と記述する）。同州で最も南に位置する市町村である。

## 地理
シュタウフェンベルクの町境は、カッセルの門前にあたり、ヘッセン州との州境をなしている。その境界線はシュペーレ地区の北西からフルダ川沿いに遡り、ニーステタール/ザンダースハウゼンの直前で南に向きを変える。町境はその後再びヘッセン州との州境を形成ながら、昔の Schmugglerpfad を越え、ニーステタールの背後にまで延びている。ここから境界は東方向に向きを変える。境界線はザンダースハウゼン - ラントヴェールハーゲン街道（旧帝国街道）を横切っている。ここには現在もハノーファー王国とヘッセン選帝侯領との国境を示す標石が遺されている。境界線はニーステの高台からカウフンゲンの森、ウムシュヴァングを越え、ヘッセン州の町クラインアルメローデにまで延びている。境界線はここで北西に向きを変え、カウフンゲンの森を通ってクーヴァイデの向こうにあるシュタインベルク自然友好の家の背後、シュタインベルク鉱山やレンガ工場付近まで延びる。その後、町境は州境を離れて西に向かい、グローセ・シュタウフェンベルクの背後をフルダ川まで延びている。
シュタウフェンベルクはその大部分が、ミュンデン自然公園南部に位置している。

### 自治体の構成
- ベンテローデ
- ダールハイム
- エッシェローデ
- ラントヴェールハーゲン
- ルターベルク
- ニーンハーゲン
- ジッヒェルンシュタイン
- シュペーレ
- シュピーカースハウゼン
- ウシュラーク

## 歴史

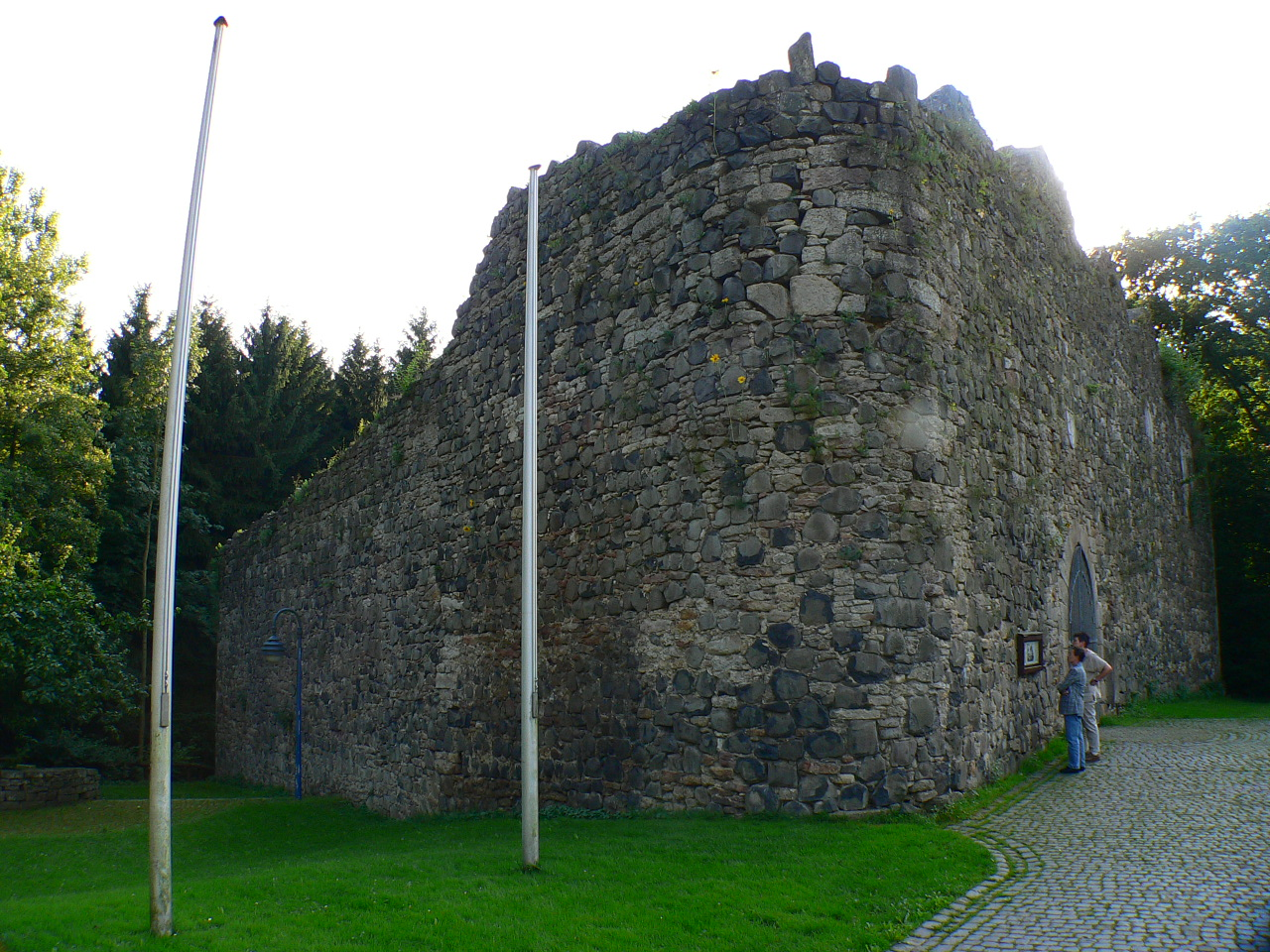
ジッヒェルンシュタイン城趾

1973年の地域再編に伴い、ベンテローデ、エッシャーローデ、ラントヴェールハーゲン、ルターベルク、ニーンハーゲン、ジッヒェルンシュタイン、シュペーレ、シュピーカースハウゼン、ウシュラーク、ダールハイムが合併して大きな自治体を形成した。名前はルターベルク地区近郊にある2つの山、クライネ・シュタウフェンベルクとグローセ・シュタウフェンベルクに由来する。グローセ・シュタウフェンベルクは、6世紀からすでに玄武岩を産出しており、近くに位置する、かつてオーバーゲリヒト・ミュンデンのアムト・ジッヒェルンシュタインの本部であったジッヒェルンシュタイン城の建設にもこの岩が用いられている。
語尾の -rode が示す通り、多くの集落は元々は森の中の開墾地（roden = 開墾する）であった。カール大帝の時代に当時のザクセンのヘッセンガウおよびカウフンゲンの森にヒッディ（ヒルデボールト）が伯として封された。ヒッディの息子アージク (Asig または Esiko) の名前は、現在もエッシェローデ地区で見られる。

## 行政

### 紋章
図柄: 赤地、銀の山の上に金の柱頭飾りが付いた銀の柱が建っている。金のグリップがある銀の鋸歯状の鎌が互いに歯を内側に向けている。山には10の石からなる胸壁が3:4:3という配置で積まれている。鎌と柱はブラウンシュヴァイク＝リューネブルク公の兜飾りが変形したもので、アムト・ジッヒェルンシュタインまたはオーバーゲリヒト・ミュンデンの印章として用いられていた。下部の丸く膨らんだ部分はグローセ・シュタウフェンベルクを象徴化したものであり、積み上げられた10の壁石はかつて独立した町村であったこの町の各地区を意味している。

### 姉妹自治体
- Pusztaszabolcs（ハンガリー、フェイェール県）2000年

## 文化と見所

### 見所

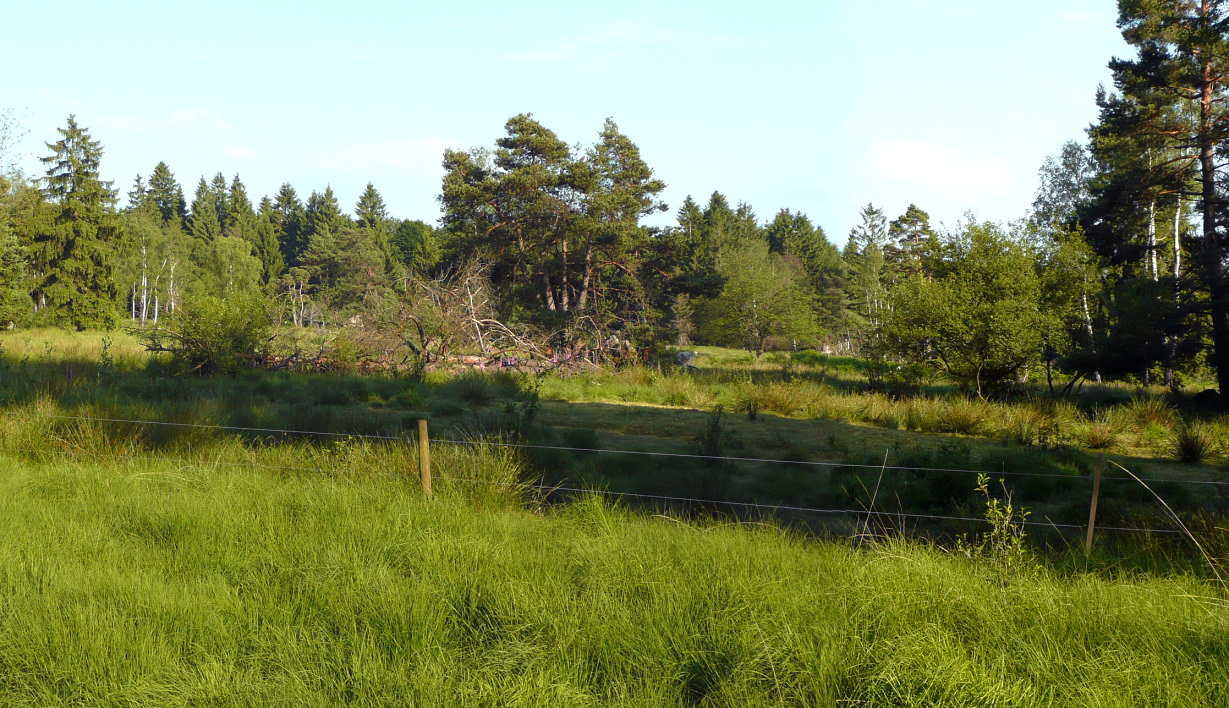
ヒューネンフェルト

- ジッヒェルンシュタイン城。ジッヒェルンシュタイン城は1000年以上の歴史を有している。その精確な創建時期は現在も解っていない。しかし、それはカール大帝の時代にまで遡るとされている。カール大帝にレーエンを授けられたザクセン族の末裔が 9世紀に砦を建設した。1372年にゲッティンゲン侯オットー1世によって新築と増強がなされ、一時期はジッヒェルンシュタイン城館とも呼ばれた。
- ウシュラークのヨハニス教会
- ニーンハーゲンとシュピーカースハウゼンの教会。グスタフ・ハインリヒ・エーバーラインによって創建された。
- ラントヴェールハーゲンの聖ペトルス教会。ゴシック様式の防衛塔がある。1801年に新築された。1822年製の外構造は古典主義様式に拠っている。内部はナポレオン時代のアンピール様式である。特筆すべきは祭壇内、説教壇、2階席の壁紙の内張である。
- ヒューネンフェルト。ニーダーザクセン州で最も南にある高層湿原である。
- ゴロング・ハウス。美術教師夫妻クリスティアン・ゴロングとエリカ・ゴロングの寄附により設立された郷土博物館。
- カウフマンシェ・ミューレ。上位射水方式の水車。
- シュタインローダ。シュタインベルク青少年森の家の近くに造られた、復元された中世の村。

### スポーツ
地元のハンドボールクラブ HSCラントヴェールハーゲンはカッセル/ヴァルデッケ・ベツィルクスオーバーリーガ（上位地方リーグ）でプレイしている。このクラブは3年間ハンドボール・ブンデスリーガ 2部でプレイしたことがある（そのうち2年間は、HSGニーステタール＝シュタウフェンベルク名義であった）。

## 経済と社会資本

### 交通

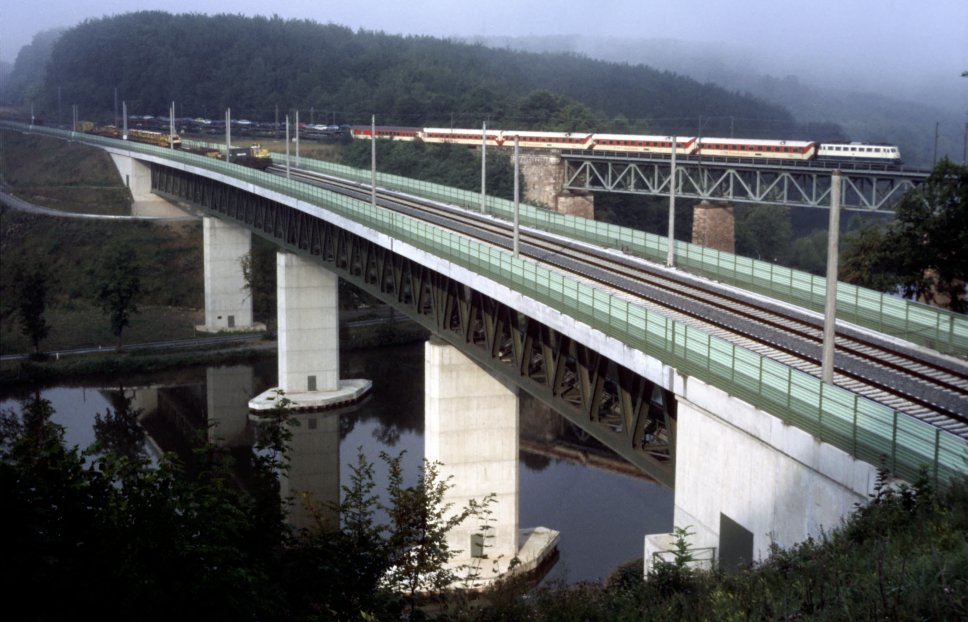
フルダタール橋クラーゲンホーフ

シュタウフェンベルクへは、たとえばアウトバーンA7号線のインターチェンジ、シュタウフェンベルク/ルターベルク IC またはカッセル＝ノルト IC を利用する。
シュペーレ地区には、ハレ - カッセル鉄道の駅がある。
高速鉄道路線ハノーファー - ヴュルツブルク線が町内を通っているが、停車駅はない。この路線はミュンデナー・トンネルで町内に入り、ミューレンコプフトンネルで町内通って、フルダタール橋クラーゲンホーフでこの町から、すなわちニーダーザクセン州から離れて行く。

## 人物

### 出身者
- グスタフ・ハインリヒ・エーバーライン（1847年 - 1926年）彫刻家、画家、詩人。

### ゆかりの人物
- サミュエル・ベケット（1906年 - 1989年）劇作家、小説家。1922年以降の一時期シュピーカースハウゼンで暮らした。

## 引用
1. ↑  Landesamt für Statistik Niedersachsen, LSN-Online Regionaldatenbank, Tabelle A100001G: Fortschreibung des Bevölkerungsstandes, Stand 31. Dezember 2023
2. ↑  Max Mangold, ed (2005). Duden, Aussprachewörterbuch (6 ed.). Dudenverl. p. 745. ISBN 978-3-411-04066-7